# Nivatogastrium nubigenum
Espèce
Nivatogastrium nubigenum est une espèce de champignons de la famille des Strophariaceae.

## Systématique
Le nom correct complet (avec auteur) de ce taxon est Nivatogastrium nubigenum (Harkn.) Singer & A.H.Sm., 1959.
L'espèce a été initialement classée dans le genre Secotium sous le basionyme Secotium nubigenum Harkn., 1886.
Nivatogastrium nubigenum a pour synonymes :
- Nivatogastrium nubigenum (Harkn.) Singer & A.H.Sm., 1959
- Secotium nubigenum Harkn., 1886

## Publication originale
- (en) Rolf Singer et Alexander H. Smith, « Studies on Secotiaceous Fungi-V. Nivatogastrium Gen. Nov », Brittonia, Springer Science+Business Media, vol. 11, no 4,‎ 26 octobre 1959, p. 224 (ISSN 0007-196X et 1938-436X, DOI 10.2307/2805007, JSTOR 2805007).